# فيل دوناهو
فيل دوناهو (بالإنجليزية: Phil Donahue)‏ (21 ديسمبر 1935 - 18 أغسطس 2024) هو مقدم تلفزيوني ,منتج أفلام وصحفي أمريكي، ولد في كليفلاند في الولايات المتحدة.

## وصلات خارجية
- فيل دوناهو على موقع IMDb (الإنجليزية)
- فيل دوناهو على موقع الموسوعة البريطانية (الإنجليزية)
- فيل دوناهو على موقع ميوزك برينز (الإنجليزية)
- فيل دوناهو على موقع إن إن دي بي (الإنجليزية)
- فيل دوناهو على موقع ديسكوغز (الإنجليزية)
- فيل دوناهو على موقع قاعدة بيانات الفيلم (الإنجليزية)